# Blim
Blim é um serviço de assinatura de vídeo sob demando, oferecida pela Televisa.  mediante uma conexão via internet, que oferece acesso aos programas para seu uso estritamente pessoal, a mudança do pagamento da assinatura mensal.
Seu centro de operações encontra-se na Cidade do México. Atualmente está disponível em 17 países: México, Colômbia, Argentina, Costa Rica, Panamá, Chile, Peru, Venezuela, Equador, Guatemala, Bolívia, Honduras, Paraguai, El Salvador, Nicarágua, Uruguai, Belize.
Possui produções de Televisa, bem como títulos de criadores e revendedores como a Walt Disney Pictures, a Paramount Pictures, a Metro-Goldwyn-Mayer e a BBC.
Para competir com outros serviços de vídeo sob demanda, o serviço oferece inicialmente a assinatura mensal de $109 pesos mexicanos (6 dólares). Da mesma forma que a Netflix, o Blim oferece o seu serviço gratuitamente no primeiro mês de seu serviço.

## História
Em 22 de fevereiro de 2016, José Bengala, presidente de televisão e conteúdos do Grupo Televisa, e Emilio Azcárraga Jean, Presidente do Conselho de Administração da empresa, apresentaram de maneira oficial em 22 de fevereiro de 2016 no Primeiro Noticias, telejornal principal da Televisa, a plataforma de VOD em espanhol Blim.
José Bengala explicou: “Pela internet é a nova forma de distribuir nossos conteúdos, numa plataforma sob demanda, mas por assinatura mensal; isso é Blim”.  O que diferencia a Blim é o conteúdo que se oferecerá nesta plataforma de vídeos, o presidente acrescentou: “O que tem é um produto que o pode se ver quando quer e onde quiser”.
Ao momento de seu lançamento contava com treze mil horas de conteúdo, o qual inclui filmes, séries estrangeiras e mexicanas, bem como coleções tomadas do acervo histórico do grupo televisivo mexicano Televisa.
Em entrevista ao portal Todo TV News, no dia 14 de junho de 2021, o CEO do Blim, Luis Arvizu, confirmou o desejo de levar o serviço de streaming do grupo Televisa também para o Brasil – um dos poucos locais da América Latina onde ele ainda não está disponível. 
“Estamos presentes em 18 países e inclusive estamos pensando em abrir o serviço dentro do Brasil. Temos muito conteúdo já preparado em português, além de uma grande quantidade de conteúdo em espanhol para somar, com cada aproximada de 1 mil horas por mês. Estamos tentando decidir quais são os melhores conteúdos”, explicou.
Em maio deste ano, o Blim passou a oferecer vários títulos de seu acervo de forma gratuita. Isso foi possível graças à evolução da plataforma para o formato AVOD, que permite ao público o acesso a mais de 14 mil horas de atrações grátis sem ter de pôr a mão no bolso – a inclusão de publicidade garante a receita necessária ao serviço.

## Conteúdo
O catálogo de Blim inclui séries originais produzidas em espanhol, séries exclusivas mexicanas e internacionais, filmes de estreia e clássicas, cinema mexicano clássico e atual, caricaturas, programas e séries infantis e novelas. Tem contratos com criadores e revendedores de conteúdo como a Walt Disney Pictures, a Paramount Pictures, a BBC, a Metro-Goldwin-Mayer, a RTVE, a Videocine e a Fox International Channels. Entre suas exclusivas internacionais encontra-se a franquia completa de James Bond.
Posui exclusividade e as primeiras janelas de séries originais de Televisa e conta com coleções do acervo histórico da empresa, as quais incluem notícias, esportes, programas culturais e eventos especiais.

## Funcionamento em dispositivos
Seu reprodutor está baseado em Microsoft Silverlight, o qual baixa uma pequena porção do filme dantes de reproduzir com o objectivo de minimizar os cortes por buffer. O Blim atualmente funciona em computadores, smartphones, tablets e em determinadas marcas de televisão. Seu aplicativo é compatível com os sistemas operacionais Android e iOS e com os navegadores Google Chrome, Mozilla Firefox, Internet Explorer, Microsoft Edge e Safari.

## Críticas
Desde sua criação, o Blim tem recebido fortes críticas e comentários, uma delas é a comparação de seu conteúdo com outras produções estrangeiras em forma de memes que inundaram as redes, enquanto outras críticas são geradas a partir dos seguintes factores:
- Possui um elevado custo de contratação em comparação com outros serviços de streaming que existem no mercado latinoamericano.[14]
- O conteúdo de seu catálogo é pouco atraente para o público jovem ou millenials, que usam mais os serviços de streaming.[15]
- É propriedade de Televisa, quem possui uma má imagem entre usuários de redes sociais.
- Não possui aplicativos para caixas como Roku e outros modelos de televisões inteligentes.
- É visto como um mau competidor, ao retirar conteúdos das Televisa em outros serviços de streaming.[16]